# 282 Clorinde
282 Clorinde је астероид главног астероидног појаса са пречником од приближно 39,03 km.
Афел астероида је на удаљености од 2,525 астрономских јединица (АЈ) од Сунца, а перихел на 2,152 АЈ.
Ексцентрицитет орбите износи 0,079, инклинација (нагиб) орбите у односу на раван еклиптике 9,029 степени, а орбитални период износи 1306,567 дана (3,577 године).
Апсолутна магнитуда астероида је 10,91 а геометријски албедо 0,050.
Астероид је откривен 28. јануара 1889. године.